# Friedrich Otto Mencke
Friedrich Otto Mencke, född 3 augusti 1708 i Leipzig, död där 14 mars 1754, var en tysk jurist; son till Johann Burckhardt Mencke. 
Mencke var verksam som rådsherre i Leipzig. Han övertog 1732 efter fadern utgivandet av "Nova Acta Eruditorum", som tidskriften från denna tid kallades. I familjens namn fortsatte Karol Andrej Bel efter Mencke utgivandet. Sista bandet (för 1776) utkom 1782.